# Escobaria duncanii
Escobaria duncanii är en kaktusväxtart som först beskrevs av J.Pinckney Hester, och fick sitt nu gällande namn av Curt Backeberg. Escobaria duncanii ingår i släktet Escobaria och familjen kaktusväxter. Inga underarter finns listade i Catalogue of Life.